# Serpiolle
Serpiolle, piccola frazione del Comune di Firenze, appartenente al Quartiere 5 Rifredi.

## Storia e descrizione
È situata al nord del capoluogo toscano in zona collinare, subito dopo la zona di Careggi.
Il toponimo è di origine latina ed indica un insediamento romano nella zona. Il paese è attraversato dal torrente Terzolle, che si congiunge nel piccolo torrente Terzollina, nei pressi di un ex mulino.
Vi si trova la chiesa di San Lorenzo, citata nel 1202 come dipendente dalla chiesa di Santo Stefano in Pane, una piccola cappella e la società di mutuo soccorso di Serpiolle.
Famosi abitanti di Serpiolle sono Cosimo da Magnano (1365-1420), poeta.
Serpiolle riveste un ruolo importante per la storia della musica popolare fiorentina, in quanto nel 1904 vi venne fondata la Società Mandolinistica “La Pippolese”, un’orchestra formata da soli strumenti a plettro (“pippolo”), che ha suonato a tutte le più importanti feste della città fino agli anni ’60.